# Fishing and Hunting Club
Fishing and Hunting Club era un programa de televisión estadounidense, emitido por la fenecida cadena DuMont desde el 7 de octubre de 1949 hasta el 31 de marzo de 1950. Posterior a su inicio, el nombre del programa cambió a Sports for All. El programa de 30 minutos de duración era presentado por Bill Slater.
En el programa, diversos panelistas respondían preguntas acerca de los pasatiempos de pesca y caza. Existen pocos antecedentes respecto de este programa.

## Estado de los episodios
No existen registros de posibles grabaciones del programa.